# Liste der tektonischen Platten
Die Liste der tektonischen Platten umfasst nachgewiesene sowie aktuell vermutete tektonische Platten der Erde. Platten, die nachweislich nicht mehr existieren, sind nicht aufgeführt.

## Birds Plattenmodell
Die folgende Übersicht enthält die tektonischen Platten, die der Geologe und Geophysiker Peter Bird im Jahr 2003 postulierte. Die meisten der Platten werden auch von anderen Wissenschaftlern angenommen.

Karte der tektonischen Platten nach Bird 2003. Die Pfeile geben die Bewegungsrichtung der Platte und ihre Geschwindigkeit in Millimeter pro Jahr an.

| Name                                  | Fläche in Steradiant | Lage |
| ------------------------------------- | -------------------- | --- |
| Afrikanische Platte (Nubische Platte) | 1,44065              | Afrikanischer Kontinent westlich des ostafrikanischen Grabens                                           |
| Ägäische Platte                       | 0,00793              | Peloponnes, Ägäische Inseln, Westküste Anatoliens                                                       |
| Altiplanoplatte                       | 0,02050              | Südperu, Bolivien, Nordchile                                                                            |
| Amurplatte                            | 0,13066              | Südostrussland östlich des Baikalsees, Mandschurei, Korea, westliche Hauptinseln Japans                 |
| Anatolische Platte                    | 0,01418              | asiatischer Teil der Türkei außer Nord- und Westküste, Zypern                                           |
| Antarktische Platte                   | 1,43268              | gesamter Kontinent Antarktika, Südpazifik, größter Teil des Südpolarmeers                               |
| Arabische Platte                      | 0,12082              | Orient südlich von Taurus und Zagros, Arabische Halbinsel                                               |
| Australische Platte                   | 1,13294              | Australien, Teile Neuseelands, Südhälfte Neuguineas, südlicher Indischer Ozean bis westlich von Sumatra |
| Balmoral-Riff-Platte                  | 0,00481              | nördlicher Teil Fidschis                                                                                |
| Bandaseeplatte                        | 0,01715              | Südhälfte Sulawesis, Bandasee, Ambon (Indonesien)                                                       |
| Bird's-Head-Platte                    | 0,01295              | Vogelkop, Halmahera (Indonesien)                                                                        |
| Burmaplatte                           | 0,01270              | Andamanen und Nikobaren, Nordspitze Sumatras                                                            |
| Cocosplatte                           | 0,07223              | Pazifik vor der Küste Mittelamerikas, ein Abkömmling der Farallon-Platte                                |
| Conway-Riff-Platte                    | 0,00356              | südlicher Teil Fidschis                                                                                 |
| Eurasische Platte                     | 1,19630              | fast ganz Eurasien, außer Anatolien, Orient, Arabische Halbinsel, Indien, Südostasien und Ostsibirien   |
| Futunaplatte                          | 0,00079              | Pazifik um Wallis und Futuna                                                                            |
| Galapagosplatte                       | 0,00036              | Pazifik, nahe der Galapagosinseln                                                                       |
| Indische Platte                       | 0,30637              | Indien, Sri Lanka, nördlicher Indischer Ozean                                                           |
| Jangtseplatte                         | 0,05425              | Südostchina                                                                                             |
| Juan-de-Fuca-Platte                   | 0,00632              | Pazifik vor der Küste Oregons, Washingtons und British Columbias, ein Abkömmling der Farallon-Platte    |
| Juan-Fernández-Platte                 | 0,00241              | Pazifik südlich der Osterinsel                                                                          |
| Karibische Platte                     | 0,07304              | Honduras, El Salvador, Nicaragua, Antillen außer Kuba                                                   |
| Karolinenplatte                       | 0,03765              | Palau, westliche Karolinen (Mikronesien)                                                                |
| Kermadecplatte                        | 0,01245              | Osthälfte der Nordinsel Neuseelands, Kermadecinseln                                                     |
| Manusplatte                           | 0,00020              | Pazifik südlich von Lavongai (Papua-Neuguinea)                                                          |
| Maokeplatte                           | 0,00284              | nordwestlicher Teil Neuguineas ohne die Vogelkop-Halbinsel                                              |
| Marianenplatte                        | 0,01037              | Marianen (Westpazifik)                                                                                  |
| Molukkenseeplatte                     | 0,01030              | Nordhälfte Sulawesis, Buru, Molukkensee (Indonesien)                                                    |
| Nazca-Platte                          | 0,39669              | Pazifik zwischen Osterinsel und Südamerika, ein Abkömmling der Farallon-Platte                          |
| Neue-Hebriden-Platte                  | 0,01585              | Neue Hebriden (Südwestpazifik)                                                                          |
| Niuafo'ou-Platte                      | 0,00306              | Pazifik nordwestlich von Tonga                                                                          |
| Nordamerikanische Platte              | 1,36559              | Nordamerika einschließlich Mexiko und Guatemala, Nordostsibirien, Kuba, westlicher Teil Islands         |
| Nordandenplatte                       | 0,02394              | Kolumbien, Ecuador                                                                                      |
| Nordbismarckplatte                    | 0,00956              | Bismarck-Archipel außer Neubritannien                                                                   |
| Ochotsk-Platte                        | 0,07482              | Kamtschatka, Sachalin, Kurilen, nördliche Hauptinseln Japans                                            |
| Okinawa-Platte                        | 0,00802              | Ryūkyū-Inseln, Nordspitze Taiwans                                                                       |
| Osterplatte                           | 0,00411              | Pazifik westlich der Osterinsel                                                                         |
| Panamaplatte                          | 0,00674              | Panama, Costa Rica                                                                                      |
| Pazifische Platte                     | 2,57685              | Pazifik westlich der Osterinsel                                                                         |
| Philippinische Platte                 | 0,13409              | Philippinensee, Nordhälfte Luzons                                                                       |
| Riveraplatte                          | 0,00249              | Pazifik vor der Küste Jaliscos (Mexiko)                                                                 |
| Salomonenseeplatte                    | 0,00317              | Salomonensee (Westpazifik)                                                                              |
| Sandwichplatte                        | 0,00454              | Südpolarmeer westlich der Süd-Sandwich-Inseln                                                           |
| Scotia-Platte                         | 0,04190              | Südpolarmeer von der Drakestraße bis westlich der Süd-Sandwich-Inseln                                   |
| Shetlandplatte (hypothetisch)         | 0,00178              | Süd-Shetland-Inseln (Südpolarmeer)                                                                      |
| Somaliaplatte                         | 0,47192              | Afrika östlich des ostafrikanischen Grabens, Madagaskar, westlicher Indischer Ozean                     |
| Südamerikanische Platte               | 1,03045              | Südamerika außer Kolumbien, Ecuador, Südperu, Bolivien, Nordchile                                       |
| Südbismarckplatte                     | 0,00762              | Neubritannien und Küstenstreifen Neuguineas westlich davon                                              |
| Sundaplatte                           | 0,21967              | Sumatra, Borneo, Java, Bali, Sumbawa, Südostasien                                                       |
| Timorplatte                           | 0,00870              | Flores, Sumba, Timor (Indonesien, Osttimor)                                                             |
| Tongaplatte                           | 0,00625              | Tonga                                                                                                   |
| Woodlarkplatte                        | 0,01116              | zentraler Teil Neuguineas                                                                               |

## Weitere Platten
- Oft wird die Südspitze der Juan-de-Fuca-Platte als eigene Platte abgetrennt. Diese trägt dann den Namen Gordaplatte. Die Nordspitze der Juan-de-Fuca-Platte wird teilweise als Explorer-Platte abgetrennt.[24][25]
- Ein Teil der Eurasischen Platte wird als Apulische Platte, ein Teil dieser wiederum als Adriatische Platte bezeichnet.[26] Die Adriatische Platte umfasst den nordöstlichen Teil Italiens sowie der Adria und Teile der Alpen und des Dinarischen Gebirges. Die Apulische Platte umfasst darüber hinaus Süditalien und die südliche Adria, sowie Teile Siziliens.
- Im Tibetischen Hochland südlich des Tarimbeckens wird eine Mikroplatte („Tibetische Platte“) vermutet, die von der vordringenden Indischen Platte über die Eurasische Platte geschoben wird und diese dabei nach unten drückt.[27][28][29]
- Ein kleiner Teil der fast vollständig unter die Nordamerikanische Platte subduzierten Kula-Platte liegt noch an der Oberfläche. Dieses etwa dreieckige Bruchstück befindet sich etwa zwischen 168° und 171,5° Ost zwischen dem Aleutengraben und dem Stalemate-Rücken.[30]
- Die Bruchzone zwischen der Nubischen und der Somaliaplatte entlang des Ostafrikanischen Grabenbruchs beinhaltet drei Mikroplatten: die Viktoriaplatte um den Viktoriasee, die von den beiden Hauptrifttälern umgeben ist; die Rovumaplatte im Nordosten Mosambiks und im Süden Tansanias; sowie die Lwandle-Platte, zu der neben dem Süden Madagaskars im Wesentlichen ozeanische Kruste südwestlich dieser Insel gehört.[31]
- In der Karibik erstrecken sich von Jamaika bis zu den Jungferninseln vier kleine Mikroplatten zwischen der Nordamerikanischen und der Karibischen Platte: die Süd-Jamaika-Mikroplatte, die Gônave-Mikroplatte, die Nord-Hispaniola-Mikroplatte und die Puerto-Rico-Jungferninseln-Mikroplatte.[32]
- Die kleinste Platte der Welt ist die Manusplatte, welche sich südlich der Insel Lavongai im Pazifischen Ozean befindet.